# Pater Jan de Vriesstraat
De Pater Jan de Vriesstraat is een straat in Bredevoort. De straat begint als verlengde van de Gasthuisstraat en loopt dan oostelijk door tot aan het kruispunt Roelvinkstraat en Bleekwal.

## Geschiedenis
Nadat het bastion Stoltenborg, onderdeel van de vestingwerken van Bredevoort werd ontmanteld begin 20e eeuw, werd in het kader van de werkverschaffing de hier gelegen grachten en gedempt. Hierdoor ontstond ruimte voor nieuwe woningen. Door de sloop van een woning kon de Gasthuisstraat verlengd worden, waarmee een doorbraak naar buiten werd gerealiseerd. Circa 1969 werd de straat hernoemd naar pater Jan de Vries (1911-1964), wiens huis was gesloopt. Hij was enkele jaren eerder omgekomen tijdens de moordpartij te Bafwasende. 
Ambthuiswal · Ambtshof · Bastionstraat · Bleekwal · Boterstraat · Frederik Hendrikstraat · Ganzenmarkt · Gasthuisstraat · Hozenstraat · Izermanstraat · Kerkstraat · Kleine Gracht · Kloosterdijk · Koppelstraat · Kruittorenstraat · Landstraat · Markt · Muizenstraat · Officierstraat · Pater Jan de Vriesstraat ·  Prins Mauritsstraat · Prinsenstraat · Roelvinkstraat · Stadsbroek · Stationsweg · Vismarkt · 't Walletje · 't Zand